# Lijst van rivieren in Colorado
Dit is een incomplete lijst van rivieren in Colorado.

## Ten oosten van de continentale waterscheiding

### Stroomgebied van de Mississippi
- Arkansas River
  - Lake Creek
  - Chalk Creek
  - Cottonwood Creek
  - Grape Creek
  - Fountain Creek
- North Platte
  - Laramie River
  - Canadian River
  - Michigan River
    - Illinois River
- Republican River
  - Arikaree River
- Smoky Hill River
- South Platte
  - Middle Fork South Platte River
  - South Fork South Platte River
  - Tarryall Creek
  - North Fork South Platte River
  - Plum Creek
  - Bear Creek
  - Turkey Creek
  - Cherry Creek
  - Clear Creek
  - St. Vrain Creek
    - Boulder Creek

  - Little Thompson River
  - Big Thompson River
  - Cache la Poudre River
  - Crow Creek
  - Lodgepole Creek

### Stroomgebied van de Rio Grande
- Rio Grande (Río Bravo)
  - Conejos River
  - South Fork of the Rio Grande

### San Luis Basin
(Gesloten bassin in de San Luis Valley)
- Alosa Rver
- San Lus Crek
  - La Garta Crek
  - Sagche Creek

## Ten westen van de continentale waterscheiding
- Colorado River
  - Willow Creek
  - Fraser River
  - Williams Fork River
  - Muddy Creek
  - Blue River
  - Eagle River
  - Roaring Fork River
    - Crystal River
    - Fryingpan River

  - Elk Creek
  - Parachute Creek
  - Brush River
  - Plateau Creek
  - Gunnison River
    - Cimarron River
      - East Fork of the Cimarron River
      - Little Cimarron River
      - Middle Fork of the Cimarron River
      - West Fork of the Cimarron River

    - East River
      - Slate River

    - Lake Fork of the Gunnision River
    - North Fork of the Gunnison River
    - Smith Fork of the Gunnison River
    - Taylor River
    - Uncompahgre River

  - Dolores River
    - San Miguel River
    - West Dolores River

  - Green River
    - Vermillion Creek
    - Yampa River
      - Elk River
      - Little Snake River

    - White River

  - San Juan River
    - Animas River
      - Florida River

    - East Fork of the San Juan River
    - La Plata River
    - Los Pinos River
    - Mancos River
    - Navajo River
      - Little Navajo River

    - Piedra River
    - Rio Blanco
    - West Fork of the San Juan River

Alabama · Alaska · Arizona · Arkansas ·  Californië · Colorado · Connecticut · Delaware · Florida · Georgia · Hawaï · Idaho ·  Illinois · Indiana · Iowa · Kansas · Kentucky · Louisiana · Maine · Maryland · Massachusetts · Michigan · Minnesota · Mississippi · Missouri · Montana · Nebraska · Nevada · New Hampshire · New Jersey · New Mexico · New York ·  North Carolina · North Dakota · Ohio · Oklahoma · Oregon · Pennsylvania · Rhode Island · South Carolina · South Dakota · Tennessee · Texas · Utah · Vermont · Virginia · Washington (staat) · Washington D.C. · West Virginia · Wisconsin · Wyoming